# Persone di nome Carlo/Politici
| Questa pagina contiene informazioni ricavate automaticamente dalle voci biografiche con l'ausilio del template Bio e di un bot. L'aggiornamento è periodico e automatico e ricostruisce completamente la pagina. Se manca una persona in questa lista, sei pregato di non aggiungerla, ma accertati piuttosto che la sua voce biografica contenga il template Bio e che i dati anagrafici siano correttamente compilati. Se il template Bio manca, inseriscilo tu stesso o, in alternativa, metti l'avviso {{tmp\|Bio}} che ne segnala la mancanza. Se i dati riportati sono sbagliati, correggi direttamente la voce biografica; le modifiche saranno visibili in questa lista entro pochi giorni. Per chiarimenti vedi il progetto antroponimi. La lista contiene solo le 230 persone che sono citate nell'enciclopedia e per le quali è stato implementato correttamente il template Bio. Pagina aggiornata al 6 ago 2025. |

Questa è una lista di persone presenti nell'enciclopedia che hanno il nome Carlo e sono politici.

## A(9)
- Carlo Francesco Albasio, politico italiano (Livorno, n. 1798)
- Carlo Alfieri di Sostegno, politico italiano (Torino, n. 1827 - Firenze, † 1897)
- Carlo Andreoni, politico e partigiano italiano (Giaveno, n. 1901 - Roma, † 1957)
- Carlo Andreotti, politico e giornalista italiano (Trento, n. 1943)
- Carlo Anguissola, politico italiano
- Alessandro Annoni, politico italiano (Milano, n. 1770 - Milano, † 1825)
- Carlo Arrivabene Valenti Gonzaga, politico italiano (Mantova, n. 1820 - Mantova, † 1874)
- Carlo Avarna di Gualtieri, politico italiano (Palermo, n. 1757 - Napoli, † 1836)
- Carlo Avondo, politico italiano (Novara, n. 1807 - Torino, † 1881)

## B(22)
- Carlo Baldi, politico italiano (Camerana, n. 1926 - Cuneo, † 2016)
- Carlo Ballesi, politico italiano (Macerata, n. 1949)
- Carlo Baragiola, politico e imprenditore italiano (Como, n. 1890 - Como, † 1959)
- Carlo Barbera, politico italiano (Partanna, n. 1932 - Trapani, † 2000)
- Carlo Barboglio Dè Gajoncelli, politico italiano (Colombaro, n. 1908)
- Carlo Emanuele Basile, politico, prefetto e scrittore italiano (Milano, n. 1885 - Stresa, † 1972)
- Carlo Bernini, politico italiano (Bondeno, n. 1936 - Castelfranco Veneto, † 2011)
- Carlo Berninzone, politico italiano (Savona, n. 1896)
- Carlo Bertazzoni, politico italiano (Luzzara, n. 1908 - Mantova, † 1977)
- Carlo Berti Pichat, politico e agronomo italiano (Bologna, n. 1799 - Bologna, † 1878)
- Carlo Bevilacqua, politico italiano (Padova, n. 1803 - Ginevra, † 1875)
- Carlo Alberto Biggini, politico e giurista italiano (Sarzana, n. 1902 - Padova, † 1945)
- Carlo Boccassi, politico e partigiano italiano (Alessandria, n. 1901 - Alessandria, † 1990)
- Carlo Boggio, politico italiano (Vercelli, n. 1931 - Vercelli, † 2017)
- Carlo Giuseppe Bonaparte, politico, avvocato e funzionario francese (Baltimora, n. 1851 - Baltimora, † 1921)
- Carlo Borgatta, politico italiano (Rocca Grimalda, n. 1840 - Rocca Grimalda, † 1914)
- Carlo Borgnini, politico italiano (Asti, n. 1822 - † 1906)
- Carlo Borra, politico e sindacalista italiano (Torino, n. 1915 - Pinerolo, † 1998)
- Carlo Bottari, politico italiano (Vasto, n. 1922 - Vasto, † 2002)
- Carlo Brazzorotto, politico italiano (Rovigo, n. 1943 - † 2012)
- Carlo Brunet, politico italiano (Cuneo, n. 1809 - Cuneo, † 1893)
- Carlo Buzzi, politico italiano (Parma, n. 1922 - Parma, † 2004)

## C(41)
- Carlo Cacherano d'Osasco, politico italiano (Torino, n. 1797 - Torino, † 1873)
- Carlo Cadorna, politico italiano (Pallanza, n. 1809 - Roma, † 1891)
- Carlo Cagnola, politico italiano (Milano, n. 1828 - Arcore, † 1895)
- Carlo Luigi Caissotti, politico italiano (Nizza, n. 1694 - Torino, † 1779)
- Carlo Camerlenghi, politico italiano (Mantova, n. 1899 - † 1982)
- Carlo Canepa, politico italiano (Sestri Ponente, n. 1877 - Genova, † 1948)
- Carlo Capacci, politico e imprenditore italiano (Imperia, n. 1963)
- Carlo Carcano, politico italiano (n. 1823 - † 1899)
- Carlo Carli, politico italiano (Comacchio, n. 1832 - Bologna, † 1911)
- Carlo Carli, politico italiano (Pietrasanta, n. 1945)
- Carlo di Limburg-Stirum, politico e filantropo belga (Huldenberg, n. 1906 - Bruxelles, † 1989)
- Carlo II di Löwenstein-Wertheim-Rosenberg, politico tedesco (Kleinheubach, n. 1904 - Kleinheubach, † 1990)
- Carlo Gagliazzo, politico italiano (Ronco Biellese, n. 1877 - Mosca, † 1933)
- Carlo Carnazza, politico e imprenditore italiano (Catania, n. 1875)
- Carlo Carpinelli, politico italiano (Orvieto, n. 1947)
- Carlo Castelbarco Albani, politico italiano (Milano, n. 1857 - Milano, † 1907)
- Carlo Cavalcabò, politico italiano (Cremona - Maccastorna, † 1406)
- Carlo Cavalli, politico italiano (Santa Maria Maggiore, n. 1799 - Santa Maria Maggiore, † 1860)
- Carlo Cavalli, politico italiano (Genova, n. 1923 - Genova, † 1995)
- Carlo Cavalli, politico italiano (Bergamo, n. 1888 - Bergamo, † 1923)
- Carlo Cerri, politico italiano (Piacenza, n. 1922 - † 2002)
- Carlo Cerruti, politico italiano (Vercelli, n. 1900 - † 1978)
- Carlo Ceruti, politico e sindacalista italiano (Sestola, n. 1925 - † 1997)
- Carlo Cesarini, politico italiano (Siena, n. 1827 - Lucca, † 1905)
- Carlo Chiarizia, politico italiano (L'Aquila, n. 1870 - L'Aquila, † 1968)
- Carlo Chiurazzi, politico italiano (Nova Siri, n. 1958)
- Carlo Azeglio Ciampi, politico, economista e banchiere italiano (Livorno, n. 1920 - Roma, † 2016)
- Carlo Ciampolini, politico, avvocato e letterato italiano (Rapolano Terme, n. 1888 - Siena, † 1986)
- Carlo Vittorio Cicarelli, politico e avvocato italiano (Atripalda, n. 1859 - Napoli, † 1929)
- Carlo Ciccioli, politico e medico italiano (Ancona, n. 1952)
- Carlo Cingolani, politico italiano (Macerata, n. 1941)
- Carlo Alberto Ciocci, politico italiano (Roma, n. 1932 - Roma, † 2007)
- Carlo Colonna di Paliano, politico italiano (Napoli, n. 1901 - † 1977)
- Carlo Colussi, politico e giornalista italiano (Fiume, n. 1891 - sconosciuto, † 1945)
- Carlo Compans de Brichanteau, politico e dirigente sportivo italiano (Chambéry, n. 1845 - Torino, † 1925)
- Giuseppe Ignazio Corte, politico italiano (Dogliani, n. 1710 - Torino, † 1794)
- Carlo Costalli, politico italiano (San Casciano in Val di Pesa, n. 1948)
- Carlo Costantini, politico italiano (Pescara, n. 1962)
- Carlo Luigi Costantini, politico italiano (Roma, n. 1739 - Roma, † 1799)
- Carlo Cottone, principe di Castelnuovo, politico italiano (Palermo, n. 1756 - Palermo, † 1829)
- Carlo Cremaschi, politico e partigiano italiano (Calcinate, n. 1917 - Bergamo, † 1984)

## D(19)
- Carlo II d'Amboise, politico e militare francese (Chaumont-sur-Loire, n. 1473 - Correggio, † 1511)
- Carlo D'Amato, politico italiano (Maiori, n. 1943)
- Carlo Aristide Dal Sasso, politico e imprenditore italiano (Vicenza, n. 1920 - Oderzo, † 2008)
- Carlo Ugo De Girolamo, politico italiano (Faenza, n. 1985)
- Carlo De Luca, politico italiano (Cerreto d'Esi, n. 1888 - † 1958)
- Carlo de Marco, politico italiano (Brindisi, n. 1711 - Napoli, † 1804)
- Carlo De Stefani, politico e antifascista italiano (Trento, n. 1900 - Trento, † 1971)
- Carlo Del Pezzo, politico italiano (n. 1843 - † 1899)
- Carlo Delaini, politico italiano (Verona, n. 1927 - Borgo Trento, † 2008)
- Carlo Dell'Acqua, politico e imprenditore italiano (Legnano, n. 1848 - Legnano, † 1918)
- Carlo Dell'Avalle, politico italiano (Milano, n. 1861 - † 1917)
- Carlo Demaria, politico italiano (Rivarolo Canavese, n. 1810 - † 1885)
- Carlo Di Antonio, politico belga (Boussu, n. 1962)
- Carlo Di Donna, politico e calciatore italiano (Molfetta, n. 1906 - Taranto, † 1980)
- Carlo Di Re, politico italiano (San Giorgio a Cremano, n. 1927 - Pordenone, † 2008)
- Carlo Doria, politico italiano (Sassari, n. 1966)
- Carlo d'Inzaghi, politico e nobile austriaco (Idria, n. 1777 - Graz, † 1856)
- Carlo d'Adda, politico e patriota italiano (Milano, n. 1816 - Milano, † 1900)
- Carlo Francesco di Valperga, politico, militare e diplomatico italiano (Torino, n. 1727 - Masino, † 1811)

## F(21)
- Carlo Fabrizi, politico italiano (Viareggio, n. 1907 - Roma, † 1975)
- Carlo Farini, politico e partigiano italiano (Ferrara, n. 1895 - Roma, † 1974)
- Carlo Fatuzzo, politico italiano (Genova, n. 1944)
- Carlo Favetti, politico, scrittore e poeta italiano (Gorizia, n. 1819 - Gorizia, † 1892)
- Carlo Alberto Federici, politico italiano (La Spezia, n. 1904 - La Spezia, † 1971)
- Carlo Felici, politico italiano (Segni, n. 1932)
- Carlo Fermariello, politico e sindacalista italiano (Napoli, n. 1925 - Napoli, † 1997)
- Carlo Fidanza, politico italiano (San Benedetto del Tronto, n. 1976)
- Carlo Figoli, politico italiano (Nizza Marittima, n. 1808 - Genova, † 1892)
- Carlo Fiorilli, politico italiano (Afragola, n. 1843 - Arezzo, † 1937)
- Carlo Fioruzzi, politico italiano (Piacenza, n. 1806 - Piacenza, † 1875)
- Carlo Fisogni, politico e tiratore a segno italiano (Brescia, n. 1854 - Brescia, † 1936)
- Carlo Forcella, politico italiano (Foggia, n. 1923 - Foggia, † 2011)
- Carlo Fornasini, politico e scienziato italiano (Bologna, n. 1854 - Bologna, † 1931)
- Carlo Forteleoni, politico italiano (Nuoro, n. 1941 - Porto Torres, † 2013)
- Carlo Fracanzani, politico italiano (Padova, n. 1935)
- Carlo Fraccacreta, politico italiano (San Severo, n. 1804 - San Severo, † 1863)
- Carlo Francavilla, politico e giornalista italiano (Castellana Grotte, n. 1916 - Roma, † 1986)
- Carlo Francovich, politico, partigiano e storico della letteratura italiano (Fiume, n. 1910 - Firenze, † 1990)
- Carlo Ambrogio Frigerio, politico italiano (Gallarate, n. 1953 - Varese, † 1997)
- Carlo Emanuele La Marmora, politico e militare italiano (Torino, n. 1788 - Torino, † 1854)

## G(16)
- Carlo Galante Garrone, politico, magistrato e partigiano italiano (Vercelli, n. 1910 - Torino, † 1997)
- Carlo Galli, politico e filosofo italiano (Modena, n. 1950)
- Carlo Gallozzi, politico e medico italiano (Santa Maria Capua Vetere, n. 1820 - Napoli, † 1903)
- Carlo Alberto Galluzzi, politico italiano (Firenze, n. 1919 - Roma, † 2000)
- Carluccio Giacometto, politico italiano (Chieri, n. 1973)
- Carlo Giarelli, politico italiano (Piacenza, n. 1815 - † 1855)
- Carlo di Leonardo Ginori, politico italiano (Firenze, n. 1473 - Lucca, † 1527)
- Carlo Giordano, politico italiano (Nocera Terinese, n. 1814 - Portici, † 1883)
- Carlo Giovanardi, politico italiano (Modena, n. 1950)
- Carlo Gonan, politico italiano (Marzana, n. 1910 - Imperia, † 1976)
- Carlo Gorio, politico italiano (Borgo San Giacomo, n. 1839 - Borgo San Giacomo, † 1917)
- Carlo Grava, politico italiano (Revine Lago, n. 1892 - † 1967)
- Carlo Alberto Graziani, politico e giurista italiano (Roma, n. 1943)
- Carlo Grazioli, politico italiano (Rodigo, n. 1936 - Mantova, † 2017)
- Carlo Gubbini, politico italiano (Gualdo Tadino, n. 1948 - Foligno, † 2009)
- Carlo Guerrieri Gonzaga, politico e militare italiano (Mantova, n. 1827 - Palidano, † 1913)

## I(1)
- Carlo d'Ippolito, politico italiano (Nicastro, n. 1860 - Nicastro, † 1938)

## L(7)
- Carlo Lauberg, politico, rivoluzionario e scienziato italiano (Teano, n. 1762 - Parigi, † 1834)
- Carlo Laurenti Robaudi, politico e militare italiano (Nizza, n. 1817 - Nizza, † 1876)
- Carlo Leoni, politico italiano (Roma, n. 1955)
- Carlo Aloisio del Liechtenstein, politico austriaco (Deutschlandsberg, n. 1878 - Deutschlandsberg, † 1955)
- Carlo Lombardi, politico italiano (Mortara, n. 1899 - Mortara, † 1980)
- Carlo Lucherini, politico italiano (Monterotondo, n. 1953)
- Carlo Luzi, politico italiano (Sanseverino, n. 1818 - Sanseverino, † 1899)

## M(16)
- Carlo Maccari, politico italiano (Volta Mantovana, n. 1965)
- Carlo Maria Maggi, politico italiano (Monza, n. 1895)
- Carlo Manca, politico italiano (Villahermosa, n. 1806 - † 1861)
- Carlo Marino, politico e avvocato italiano (Caserta, n. 1968)
- Carlo Marselli, politico italiano (Carrara, n. 1920 - † 1993)
- Carlo Marsili, politico italiano (Bologna, n. 1805 - Bologna, † 1875)
- Carlo Martelli, politico italiano (Novara, n. 1966)
- Carlo Martinelli, politico italiano (Milano, n. 1872 - Balsamo, † 1926)
- Carlo Masci, politico italiano (Pescara, n. 1958)
- Carlo Mastrosimone, politico italiano (Napoli, n. 1903 - Napoli, † 1978)
- Carlo Merolli, politico e avvocato italiano (Roma, n. 1927 - Roma, † 2004)
- Carlo Milani, politico italiano (n. 1895 - † 1951)
- Carlo Molè, politico italiano (Roma, n. 1930)
- Carlo Monai, politico italiano (Cividale del Friuli, n. 1961)
- Carlo Morelli, politico e medico italiano (Campiglia Marittima, n. 1816 - Firenze, † 1879)
- Carlo Moscatelli di Castelvetere, politico e nobile italiano (Benevento, n. 1843 - Castelvetere in Val Fortore, † 1918)

## N(5)
- Carlo Mario Nardinocchi, politico italiano (Ascoli Piceno, n. 1932 - Ascoli Piceno, † 2022)
- Carlo Negroni, politico, giornalista e letterato italiano (Vigevano, n. 1819 - Novara, † 1896)
- Carlo Nenci, politico italiano (Arezzo, n. 1881 - Arezzo, † 1956)
- Carlo Nola, politico italiano (Pavia, n. 1960)
- Carlo Nordio, politico, saggista e ex magistrato italiano (Treviso, n. 1947)

## O(2)
- Carlo Olivero, politico, partigiano e medico italiano (Venezia, n. 1914 - † 1994)
- Carlo Olmini, politico italiano (Carate Brianza, n. 1921 - † 1974)

## P(19)
- Carlo Pace, politico italiano (Pescara, n. 1936 - Pescara, † 2017)
- Carlo Italo Panattoni, politico italiano (Firenze, n. 1839 - Lari, † 1899)
- Carlo Pareschi, politico italiano (Poggio Renatico, n. 1898 - Verona, † 1944)
- Carlo Pastorino, politico italiano (Genova, n. 1925 - Genova, † 2011)
- Carlo Pegorer, politico italiano (San Vito al Tagliamento, n. 1955)
- Carlo Perrin, politico italiano (Torgnon, n. 1946)
- Antonio Pestalozza, politico italiano (Milano, n. 1784 - Milano, † 1865)
- Carlo Petri, politico italiano (Pieve San Paolo, n. 1823 - Lucca, † 1905)
- Carlo Petrone, politico italiano (Salerno, n. 1899 - † 1961)
- Carlo Piastra, politico italiano (Bologna, n. 1984)
- Carlo Piombo, politico italiano (Pontecchio Polesine, n. 1943)
- Carlo Pisati, politico italiano (Pavia, n. 1935 - Pavia, † 2011)
- Carlo Polli, politico italiano (Milano, n. 1928 - † 2007)
- Carlo Pollidoro, politico italiano (Tortona, n. 1927 - † 2003)
- Carlo Ponticelli, politico italiano (n. 1848 - † 1907)
- Carlo Porro, politico italiano (Cantù, n. 1908 - † 1989)
- Carlo Prinetti, politico e ingegnere italiano (Milano, n. 1820 - Milano, † 1911)
- Carlo Proietti, politico italiano (Subiaco, n. 1943 - Roma, † 2020)
- Carlo Protti, politico italiano (Belluno, n. 1914 - † 1986)

## Q(1)
- Carlo Alberto Quilico, politico italiano (Ivrea, n. 1870 - Roma, † 1958)

## R(12)
- Carlo Ramella, politico italiano (Parma, n. 1941)
- Carlo Randaccio, politico e scrittore italiano (Genova, n. 1827 - Roma, † 1909)
- Carlo Rasponi Bonanzi, politico italiano (Ravenna, n. 1858 - Roma, † 1920)
- Carlo Ravasio, politico, poeta e giornalista italiano (Milano, n. 1897 - Milano, † 1979)
- Carlo Repossi, politico italiano (Milano, n. 1898 - † 1973)
- Carlo Ripa di Meana, politico e ambientalista italiano (Pietrasanta, n. 1929 - Roma, † 2018)
- Carlo Riva Vercellotti, politico italiano (Novara, n. 1970)
- Carlo Ronza, politico italiano (Alessandria, n. 1902 - Torino, † 1986)
- Carlo Ruggeri, politico italiano (Varazze, n. 1950)
- Carlo Ruggiero, politico italiano (Foggia, n. 1908 - † 1976)
- Carlo Ruini, politico, anatomista e naturalista italiano (Bologna, n. 1530 - † 1598)
- Carlo Russo, politico italiano (Savona, n. 1920 - Savona, † 2007)

## S(19)
- Carlo Salvemini, politico italiano (Lecce, n. 1966)
- Carlo Sangalli, politico italiano (Porlezza, n. 1937)
- Carlo Sanna, politico italiano (Menaggio, n. 1926 - Cagliari, † 2016)
- Carlo Sanna, politico italiano (Monserrato, n. 1920 - Cagliari, † 2007)
- Carlo Sarro, politico italiano (Piedimonte Matese, n. 1959)
- Carlo Felice Scapini, politico italiano (Caluso, n. 1791 - Caluso, † 1861)
- Carlo Scarascia-Mugnozza, politico italiano (Roma, n. 1920 - Roma, † 2004)
- Carlo Schanzer, politico italiano (Vienna, n. 1865 - Roma, † 1953)
- Carlo Scorza, politico, giornalista e generale italiano (Paola, n. 1897 - San Godenzo, † 1988)
- Carlo Scotoni, politico italiano (Cortona, n. 1918 - † 1981)
- Carlo Senaldi, politico italiano (Gallarate, n. 1941 - Busto Arsizio, † 2025)
- Carlo Sibilia, politico italiano (Avellino, n. 1986)
- Carlo Smuraglia, politico, avvocato e partigiano italiano (Ancona, n. 1923 - Milano, † 2022)
- Carlo Giuseppe Solaro di Govone, politico e generale italiano († 1771)
- Carlo Squeri, politico italiano (Bedonia, n. 1923 - San Donato Milanese, † 2010)
- Carlo Stagno Villadicani d'Alcontres, politico e dirigente sportivo italiano (Palermo, n. 1912 - Barcellona Pozzo di Gotto, † 1955)
- Carlo Stagno d'Alcontres, politico italiano (Messina, n. 1913 - Messina, † 1981)
- Carlo Stella, politico italiano (Torino, n. 1910 - † 2000)
- Carlo Sticotti, politico italiano (Udine, n. 1957)

## T(10)
- Carlo Tani, politico italiano (Roma, n. 1936 - † 1999)
- Carlo Tassi, politico italiano (Piacenza, n. 1938 - Orvieto, † 1994)
- Carlo Taverna, politico italiano (Milano, n. 1817 - Milano, † 1871)
- Carlo Tognoli, politico e giornalista italiano (Milano, n. 1938 - Milano, † 2021)
- Carlo Torelli, politico italiano (Arona, n. 1904 - Arona, † 1994)
- Carlo Torlonia, politico italiano (Roma, n. 1874 - Roma, † 1947)
- Carlo Torrigiani, politico italiano (Firenze, n. 1807 - Firenze, † 1865)
- Carlo Torrione, politico italiano (Aosta, n. 1888 - † 1953)
- Carlo Trappolino, politico italiano (Orvieto, n. 1977)
- Carlo Trenca, politico monegasco (Mentone, n. 1801 - Mentone, † 1853)

## U(2)
- Carlo Ucekar, politico e tipografo austro-ungarico (Trieste, n. 1854 - Trieste, † 1902)
- Carlo Usiglio, politico italiano (Milano, n. 1926)

## V(7)
- Carlo Venegoni, politico e antifascista italiano (Legnano, n. 1902 - Milano, † 1983)
- Charles-François de Vintimille du Luc, politico francese (Le Luc, n. 1653 - Savigny-sur-Orge, † 1740)
- Carlo Venturini, politico, sindacalista e antifascista italiano (Santa Sofia, n. 1901 - Nancy, † 1971)
- Carlo Vischia, politico italiano (Modica, n. 1894 - † 1970)
- Carlo Visconti, politico italiano (Milano - Milano, † 1476)
- Carlo Vitale, politico italiano (n. 1930 - † 1973)
- Carlo Vizzini, politico italiano (Palermo, n. 1947)

## Z(1)
- Carlo Zanelli, politico e dirigente sportivo italiano (Savona, n. 1911 - Varazze, † 2002)